# Jeffrey Chuan Chu
Jeffrey Chuan Chu (朱傳榘; (Tianjin, República da China, 14 de julho de 1919 – 6 de junho de 2011) foi um pioneiro da ciência da computação. Recebeu um BS da Universidade de Minnesota e um MS da Moore School of Electrical Engineering da Universidade da Pensilvânia. Chuan foi membro da equipe de engenheiros que projetaram o primeiro computador eletrônico dos Estados Unidos, o ENIAC.
Como cientista sênior do Argonne National Laboratory, colaborou no projeto de diversas versões melhoradas dos primeiros computadores de grande escala, como o AVIDAC e o ORACLE . 
Recebeu o primeiro Prêmio Pioneiro da Computação, em 1981.